# Innofactor

Innofactor Oyj est un éditeur de logiciels et intégrateur de systèmes informatiques. 
Innofactor est cotée à la Bourse d'Helsinki.

## Présentation
Innofactor est un fournisseur de logiciels spécialisé dans les solutions Microsoft.
Innofactor réalise pour ses clients des projets informatiques en tant qu'intégrateur de systèmes et développe ses propres produits et services logiciels. 
Les produits développés utilisent les solutions Cloud de Microsoft.
En 2017, environ un tiers des ventes nettes d'Innofactor provenaient de contrats récurrents. Les clients d'Innofactor comprennent plus de 1 500 entreprises et administrations publiques et organisations du Secteur tertiaire.  

## Organisation
Le siège d'Innofactor est dans le quartier de Keilaniemi à Espoo. 
Ses autres sites en Finlande sont Kajaani, Kuopio, Lappeenranta Tampere et Turku. 
Ses bureaux sont à Aarhus et Copenhague au Danemark, à Borås, Stockholm et Örnsköldsvik en Suède, à Bergen, Lysaker et Trondheim en Norvège.